# De stam van de holenbeer
De Stam van de Holenbeer (The Clan of the Cave Bear) is een historische roman uit 1980 van de Amerikaanse schrijfster Jean M. Auel die zich afspeelt in de prehistorie. Het is het eerste deel van de De Aardkinderen-serie.

## Introductie
De reeks speelt zich af tijdens een laat deel (35.000 tot 25.000 jaar geleden) van de laatste ijstijd, het Weichselien, op verschillende locaties in een deel Europa dat niet bedekt is met gletsjers. Afgaand op de kaart in het boek, bevindt de grot van de stam zich waar nu Oekraïne ligt, aan de Zwarte Zee.
Het boek beschrijft voornamelijk het leven van hoofdrolspeelster Ayla, een cro-magnonmens die opgroeit bij een groep neanderthalers.

## Verhaal
Het meisje Ayla verliest door een aardbeving haar ouders en wordt in een vluchtpoging verwond door een holenleeuw. Op dat moment is ze rond de 5 jaar oud. Ze wordt gevonden door een stam neanderthalers die door dezelfde aardbeving verdreven is uit haar vorige woongebied. Zij nemen haar op en voeden haar op. Maar al gauw blijkt dat ze meer verschilt van haar stamgenoten dan alleen haar uiterlijk doet vermoeden. Ayla zal gedurende haar jeugd opgroeien bij deze neanderthalers, totdat ze verstoten wordt, ongeveer op 14-jarige leeftijd.
De kleine groep (alias stam) van Stam-mensen (alias neanderthalers), die Ayla opgenomen heeft, bestaat in het begin van het boek uit 20 mensen. Ayla zal het 21e lid worden van deze stam. Later zal dit aantal veranderen door geboortes en sterfgevallen. De leden van deze stam zijn:

## Personages

### De hoofdfiguren
AylaHoofdpersonage, kind van 5. jaar aan het begin van het verhaal.
IzaMedicijnvrouw van de Stam, neemt Ayla op als haar kind. Haar man stierf tijdens de aardbeving die ook de ouders van Ayla doodde. Ze is de zus van Creb en Brun.
CrebMog-Ur (Tovenaar, Sjamaan) van de Stam, ook de hoogste Mog-Ur van de hele Stam-gemeenschap. Zijn aangeboren misvorming (handicap), die normaal tot zijn verstoting en vroege dood geleid zou moeten hebben, heeft mede bijgedragen aan de betere ontwikkeling van zijn denkvermogen. Leeft samen met Iza en Ayla aan dezelfde vuurplaats. Een vuurplaats staat voor een groep mensen binnen de stam die samenleven (in feite dus een gezin). Broer van Iza en Brun.
BrunLeider van deze Stam, broer van Creb en Iza. Gehuwd met Ebra.
BroudBroud is de zoon van Brun en volgt zijn vader op als leider van de Stam. Hij is jaloers op Ayla vanwege alle aandacht die ze krijgt, en hij heeft haar meerdere keren geslagen en verkracht.

### De neanderthalers
De neanderthalers in het boek noemen zichzelf de Stam, terwijl ze door de cro-magnonmensen Platkoppen genoemd worden.
Hun lichaamsbouw is klein, maar zeer gespierd. Hun benen zijn een beetje naar buiten gebogen (O-benen) en ze hebben veel lichaamsbeharing. Hun grootste verschil met de cro-magnonmens is echter hun schedel. Deze is groot, steekt uit naar achteren en heeft geen hoog voorhoofd. Dit zorgt voor een plat uitzicht, wat ook de benaming platkoppen van de cro-magnonmens voor hen verklaart. Ook hebben ze geen kin.
Hun uitzonderlijk grote schedel verbergt echter ook een totaal ander soort denkwijze dan de cro-magnonmens. Hun herinneringen gaan heel ver terug, en ze vergeten nooit iets dat ze meemaken. Ze kunnen zich de vaardigheden die hun voorouders geleerd hebben ook herinneren, zodat ze deze niet meer moeten leren, maar gewoon aan deze vaardigheid herinnerd moeten worden. Dit heeft echter ook een nadeel, namelijk dat hun hersencapaciteit te beperkt wordt om nieuwe dingen te leren, en dat hun soort dus gedoemd is om uit te sterven.
Stam is de benaming voor hun geheel als ras. Eens in de 7 jaar komen de verschillende stammen van de Stam samen op een Stambijeenkomst. Elke stam van de Stam heeft ongeveer dezelfde hiërarchie.
Een stam wordt geleid door een leider, die de beslissingen neemt. Vaak zijn er ook een Mog-Ur (een tovenaar, altijd een man) en een medicijnvrouw aanwezig. Daarnaast is er een bepaalde rangorde, waarbij bepaalde mensen hoger staan (en ook meer verantwoordelijkheid hebben) dan anderen. Deze rangorde is belangrijk bij hoe men zich gedraagt tegenover de ander, maar ook andere zaken zoals of men die persoon mag aanspreken of niet. De rangorde van een stam is ongeveer deze:
De hoogste rang is de leider. Hierna komt de oudste/belangrijkste/beste jager, vervolgens de andere jagers, ook in volgorde van leeftijd, vaardigheden, etc. Onder de mannen staan de vrouwen, bij wie de medicijnvrouw de hoogste rang heeft, samen met de vrouw van de leider. Daarna komen de vrouwen van de overige jagers, volgens het statuut van hun man. Weduwen en anderen staan onderaan. Kinderen passen niet echt in deze rangorde, omdat ze aan de ene kant eigenlijk nog onder de vrouwen komen, maar dat er van hen toch veel fouten (ook tegen de rangorde) vergeven worden. De Mog-Ur staat ook buiten de hiërarchie. Aan de ene kant heeft hij meer macht dan de leider, maar aan de andere kant gebruikt hij deze (bijna) nooit en zal hij het statuut van de leider respecteren.
Mannen zijn hoger in rang dan vrouwen. Door hun manier van denken zijn mannen niet in staat vrouwentaken uit te voeren, en vrouwen geen mannentaken. Ayla daarentegen heeft deze beperking niet, en komt daardoor in de verleiding om mannentaken te doen zoals jagen.
Stam-mensen gebruiken slechts enkele keelklanken om te spreken. Dit zorgt voor verwarring tussen het cro-magnonras en de stam. Hun taal bestaat, in tegenstelling tot de cro-magnons, hoofdzakelijk uit gebaren. Wanneer ze belangrijke rituelen uitvoeren gebruiken ze een nog oudere gebarentaal, die volledig uit gebaren bestaat en waar enkele bijkomende keelklanken gebruikt worden.
De geestenwereld is zeer belangrijk voor de Stam. Elk lid van de Stam heeft een totem, een geest die hem of haar beschermt. Deze totem wordt gesymboliseerd door een leren zakje dat met een koordje rond de nek gedragen wordt. Hierin zitten bepaalde artefacten die een belangrijke betekenis hebben voor de drager. Ook voeren ze verschillende ceremonies uit om de geesten gunstig te stemmen. Deze ceremonies zijn soms geslachtsgebonden, en soms met mannen en vrouwen samen. Enkele ceremonieën zijn de jachtceremonie en de naamgevingsceremonie (waarop een kind ook zijn totem krijgt toegewezen).
De holenbeer (Ursus) is de belangrijkste totem en de totem van de hele Stam, en tevens de persoonlijke totem van de Mog-Ur van de stam die Ayla opnam, en ook de belangrijkste Mog-Ur van de hele Stam. Doordat Ayla een litteken van de klauw van een holenleeuw heeft, is haar totem de holenleeuw, wat een zeer sterke mannelijke totem is, en zeer ongewoon voor een vrouw. Het is na Ursus de hoogste totem van de stam.
De neanderthalers geloven dat al het leven veroorzaakt wordt door de Stamtotems, waarbij de vrouw de totem van de man inslikt en hun totems vechten. Wanneer de totem van de man wint, ontstaat er leven, maar als de vrouw wint, wordt de totem van de man uitgestoten (dit is de verklaring van de Stam voor de menstruatie). Op dat moment is de vrouw onrein. Cro-magnonmensen en neanderthalers kunnen samen nieuw leven voortbrengen, maar deze kinderen worden zowel door de cro-magnon als de neanderthalers met afkeer bekeken.

### De cro-magnons
In het eerste boek van de serie De Aardkinderen komt het cro-magnonras nog niet zo vaak voor. Ayla, het hoofdpersonage van de serie, behoort tot dit ras. De mensen van het cro-magnonras worden de Anderen genoemd door de neanderthalers.
Dit ras is over het algemeen langer en slanker dan de neanderthalers, en lijkt meer op de huidige mens. Hun schedelbouw lijkt op de onze, en ze hebben ook een kin. 
Hun manier van denken komt overeen met die van de Homo sapiens, ze kunnen geen herinneringen ophalen zoals neanderthalers, maar staan wel open voor vernieuwingen. Ze kunnen gemakkelijk nieuwe dingen leren en ontdekken, iets wat de Stam (de neanderthalers) niet kan.

## Verfilming
De Stam van de Holenbeer is verfilmd als "The Clan of the Cave Bear" met Daryl Hannah als Ayla in de hoofdrol.
Deel 1: De stam van de holenbeer · Deel 2: De vallei van de paarden · Deel 3: De mammoetjagers · Deel 4: Het dal der beloften · Deel 5: Een vuurplaats in steen · Deel 6: Het lied van de grotten